# Маркос (Ованнисян)
Епископ Маркос Оганесян (17 января 1973 года, Барцрашен, Армянская ССР) — епископ, Глава Украинской епархии Армянской Апостольской Церкви.

## Биография
Епископ Маркос Оганесян родился в 1973 году в селе Бардзрашен Анийского района Армении.
В 1996 г. окончил Духовную семинарию Первопрестольного Святого Эчмиадзина. 
В 1998 г. нес духовную службу в рядах Национальной армии РА. 
В 2000 г. рукоположен в иеромонахи.
С 2000 г. по 2001 г. был помощником главы Российской и Ново-Нахичеванской епархии ААЦ. Затем был назначен духовным пастырем рижской церкви Святого Григория Просвятителя (Сурб Григор Лусаворич). 
В 2005 г. защитил диссертацию на тему «Армянские эпиграфии церковноведческого характера», получив степень вардапета. 
В 2005 г. был назначен на должность викария Гегаркуникской епархии ААЦ. 
В 2006 г. Католикосом Всех Армян Гарегином Вторым был рукоположен во епископы, после чего был назначен на должность главы Гегаркуникской епархии ААЦ.
С 2008 г. является постоянным членом оргкомитета Съезда лидеров мировых и традиционных религий в Казахстане. 
С 2009 г. по 2015 г. был членом Общественного совета Армении и председателем Попечительского совета Межцерковного благотворительного фонда «Международный круглый стол». 
В 2015 г. распоряжением Всеверховного Патриарха и Католикоса Всех Армян Гарегина Второго назначен главой Украинской епархии ААЦ.